# Dom Domi
Dom Domi (pseudonym för Dominique Vandael) är en belgisk serieskapare.
Domis produktion är relativt liten - främst utmärks manus till tre album i Maurice Tillieuxs serie om Jess Long, samt tre korta episoder om Lucky Luke, skrivna 1980-1981: "Kamelgruvan" ("La mine du Chameau"), "Buss på, Ratata!" ("Vas-y, Ran Tan Plan!") och "En same i Kanada" ("Un lapon au Canada").